# Стрельниково (Рыбинский район)
В Ярославской области есть ещё две деревни Стрельниково в Большесельском и Гаврилов-Ямском районах.
Стре́льниково — деревня в Михайловском сельском округе Волжского сельского поселения Рыбинского района Ярославской области .
Небольшая деревня расположена на правом берегу реки Черёмуха. Деревня стоит к западу от автомобильной дороги, идущей по правому берегу Черёмухи из центра сельского округа Михайловского к Сельцо-Воскресенское и далее на Большое село. Ближайшая (около 500 км) по дороге деревня в сторону Рыбинска — Сидоровское, а в сторону от города, выше по течению — Фелисово (500 м). На противоположном, левом берегу Черёмухи, напротив Стрельниково и Фелисово расположилось село Сретенье. В Фелисово от основной автомобильной дороги, имеется отворот на Сретенье и мост через Черёмуху. На этом участке вдоль берегов Черёмухи расположены небольшие сельскохозяйственные угодья, далее от реки в восточном направлении начинается лес шириной более 4 км, за которым начинаются поля и деревни вдоль реки Иода .
Деревня Стрельникова указана на плане Генерального межевания Рыбинского уезда 1792 года.
На 1 января 2007 года в деревне числилось 22 постоянных жителя . Почтовое отделение, расположенное в селе Сретенье, обслуживает в деревне 15 домов .